# Zapasy na Letnich Igrzyskach Olimpijskich 1936 – kategoria do 79 kg w stylu wolnym
Zmagania mężczyzn do 79 kg to jedna z siedmiu męskich konkurencji w zapasach w stylu wolnym rozgrywanych podczas Letnich Igrzysk Olimpijskich 1936. Pojedynki w tej kategorii wagowej odbyły się w dniach 2 – 5 sierpnia.
Punktacja opierała się na systemie "złych punktów karnych". Zwycięzca otrzymywał zero punktów za wygraną przez "tusz" (łopatki), a jeden za zwycięstwo decyzją trzech sędziów. Za porażkę na punkty zawodnik otrzymywał trzy punkty. Przegranie walki przez łopatki lub decyzją jednogłośną trzech sędziów skutkowało dwoma punktami karnymi. Za porażkę 1-2 przyznawano 2 punkty. Uzyskanie pięciu lub więcej punktów eliminowało zapaśnika z turnieju. 

## Klasyfikacja[1]
| Pozycja | Nazwisko            | Kraj              |
| ------- | ------------------- | ----------------- |
| 1       | Émile Poilvé        | Francja           |
| 2       | Richard Voliva      | Stany Zjednoczone |
| 3       | Ahmet Kireççi       | Turcja            |
| 4       | Ernst Krebs         | Szwajcaria        |
| 5       | Jaroslav Sysel      | Czechosłowacja    |
| 6       | Kyösti Luukko       | Finlandia         |
| 7       | János Riheczky      | Węgry             |
| 7       | Ercole Gallegati    | Włochy            |
| 9       | Leslie Jeffers      | Wielka Brytania   |
| 10      | Ludvig Lindblom     | Szwecja           |
| 11      | Frans Van Hoorebeke | Belgia            |
| 11      | Terry Evans         | Kanada            |
| 11      | Hans Schedler       | III Rzesza        |
| 11      | Karam Rasul         | Indie             |
| 15      | Jan van der Merwe   | Południowa Afryka |

## Wyniki

### Pierwsza runda[2]
| Zwycięzca        | Punkty karne | Wynik        | Przegrany           | Punkty karne |
| ---------------- | ------------ | ------------ | ------------------- | ------------ |
| János Riheczky   | 1            | Decyzja, 3:0 | Karam Rasul         | 3            |
| Richard Voliva   | 0            | Łopatki      | Jan van der Merwe   | 3            |
| Ercole Gallegati | 1            | Decyzja, 2:1 | Ludvig Lindblom     | 2            |
| Ahmet Kireççi    | 1            | Decyzja, 3:0 | Hans Schedler       | 3            |
| Kyösti Luukko    | 0            | Łopatki      | Frans Van Hoorebeke | 3            |
| Émile Poilvé     | 0            | Łopatki      | Terry Evans         | 3            |
| Jaroslav Sysel   | 0            | Łopatki      | Leslie Jeffers      | 3            |
| Ernst Krebs      | 0            | Bez walki    |                     |              |

### Druga runda[3]
| Zwycięzca        | Punkty karne | Wynik        | Przegrany           | Punkty karne |
| ---------------- | ------------ | ------------ | ------------------- | ------------ |
| Ernst Krebs      | 0            | Łopatki      | János Riheczky      | 4            |
| Richard Voliva   | 1            | Decyzja, 3:0 | Karam Rasul         | 6            |
| Ahmet Kireççi    | 2            | Decyzja, 2:1 | Ludvig Lindblom     | 4            |
| Ercole Gallegati | 2            | Decyzja, 3:0 | Hans Schedler       | 6            |
| Émile Poilvé     | 1            | Decyzja, 3:0 | Kyösti Luukko       | 3            |
| Jaroslav Sysel   | 0            | Łopatki      | Frans Van Hoorebeke | 6            |
| Leslie Jeffers   | 3            | Łopatki      | Terry Evans         | 6            |
|                  |              | Rezygnacja   | Jan van der Merwe   | -            |

### Trzecia runda[4]
| Zwycięzca      | Punkty karne | Wynik        | Przegrany        | Punkty karne |
| -------------- | ------------ | ------------ | ---------------- | ------------ |
| Richard Voliva | 2            | Decyzja, 2:1 | Ernst Krebs      | 2            |
| János Riheczky | 5            | Decyzja, 3:0 | Ludvig Lindblom  | 7            |
| Ahmet Kireççi  | 3            | Decyzja, 3:0 | Ercole Gallegati | 5            |
| Kyösti Luukko  | 4            | Decyzja, 3:0 | Jaroslav Sysel   | 3            |
| Émile Poilvé   | 1            | Łopatki      | Leslie Jeffers   | 6            |

### Czwarta runda[5]
| Zwycięzca      | Punkty karne | Wynik        | Przegrany      | Punkty karne |
| -------------- | ------------ | ------------ | -------------- | ------------ |
| Ahmet Kireççi  | 4            | Decyzja, 2:1 | Ernst Krebs    | 4            |
| Richard Voliva | 2            | Rezygnacja   | Kyösti Luukko  | 7            |
| Émile Poilvé   | 1            | Łopatki      | Jaroslav Sysel | 5            |

### Piąta runda[6]
| Zwycięzca      | Punkty karne | Wynik        | Przegrany     | Punkty karne |
| -------------- | ------------ | ------------ | ------------- | ------------ |
| Émile Poilvé   | 1            | Łopatki      | Ernst Krebs   | 7            |
| Richard Voliva | 3            | Decyzja, 2:1 | Ahmet Kireççi | 6            |

### Szósta runda[7]
| Zwycięzca    | Punkty karne | Wynik   | Przegrany      | Punkty karne |
| ------------ | ------------ | ------- | -------------- | ------------ |
| Émile Poilvé | 1            | Łopatki | Richard Voliva | 6            |